# Öster-Gåstjärnen (Fjällsjö socken, Ångermanland)
Öster-Gåstjärnen är en sjö i Strömsunds kommun i Ångermanland och ingår i Ångermanälvens huvudavrinningsområde.